# Wilf Carter
Wilfred Arthur Charles „Wilf“ Carter (* 18. Dezember 1904 in Port Hilford, Nova Scotia; † 5. Dezember 1996 in Scottsdale, Arizona) war ein kanadischer Sänger, Songwriter und Jodler. In seiner Heimat gilt er als „Vater“ dortigen Country-Musik und einer der erfolgreichsten Vertreter des Genres. Aber auch in den USA konnte er unter dem Namen Montana Slim große Erfolge feiern.
In seiner langen Karriere nahm er neben zahlreichen Stücken im Old-Time-Stil hauptsächlich Cowboy-orientierte Titel auf und zählt zu den Pionieren der Western Music. Daneben erlangte er Bedeutung als virtuoser Jodler, insbesondere in dem von ihm entwickelten echo-yodeling- bzw. three-in-one-Stil.

## Leben

### Kindheit und Jugend
Wilf Carter wurde am 18. Dezember 1904 in Port Hilford als eines von neun Kindern eines Schweizer Baptisten-Predigers und seiner englischen Ehefrau geboren. Da die Familie sehr arm war, musste er bereits seit dem Alter von acht Jahren in verschiedenen Jobs auf der elterlichen Farm und benachbarten Ranches arbeiten. Mit ungefähr 10 Jahren hatte er ein Erlebnis, das sein weiteres Leben prägen sollte: Während eines Viehtriebs sah er eine Aufführung von Onkel Toms Hütte, bei der als zusätzliche Attraktion ein namentlich unbekannter Schweizer Jodler auftrat, der sich The Yodeling Fool nannte. Von diesem Zeitpunkt an hatte der junge Wilf seine Berufung gefunden und ließ sich auch durch die strengen Erziehungsmethoden seines Vaters nicht davon abhalten, unaufhörlich das Jodeln zu üben: „I yodeled upstairs and downstairs, in the parlor and in the apple orchard and in the lane. Dad couldn’t stop me even though he wore out more than a dozen slippers on the seat of my pants.“
Mit 16 Jahren verließ er aufgrund eines Streits mit seinem Vater endgültig seine Heimatstadt um in den kanadischen Rocky Mountains als Cowboy zu arbeiten. Dort unterhielt er seine Kollegen mit seinen Gesangsdarbietungen und trat auch auf Rodeos auf. Schließlich verschlug es ihn nach Alberta, wo er seit 1930 bei dem Radiosender CFCN in der Sendung The Old Timers auftrat. Normalerweise begleitete er seinen Gesang mit einer Autoharp oder sang ohne Begleitung.

### Anfänge
Carter wurde auch durch den aufsteigenden Star Jimmie Rodgers beeinflusst, der ebenfalls jodelte und seine Musik mit Blues- und Jazz-Elementen anreicherte. Im Gegensatz dazu betonte Carter stärker den ursprünglichen alpenländische Stil, den er mit der Zeit zu seinem eigenen Stil weiterentwickelte. Aufgrund der bei seinen Auftritten erworbenen Popularität bekam er bei CFCN einen neuen Job als Radiomoderator. Einmal die Woche wurde nun seine Sendung The Voice Of The Prairies gesendet, in der Carter auch selbst sang. Kurz danach wechselte er zu dem Radiosender CBC und nebenbei unterzeichnete er einen Vertrag bei dem Toronto Publishing House. Jedoch lebte er trotz seiner Jobs in bescheidenen Verhältnissen. Um seinen Lebensstil zu verbessern, arbeitete er bei der Canadian Pacific Railway, die Ausflüge in den „Wilden Westen Kanadas“ veranstaltete. Da er steigende Popularität genoss, wurde Carter ein Plattenvertrag von den RCA Records angeboten, jedoch konnte er für die Reise nach New York nicht die finanziellen Mittel aufbringen, daher ließ RCA das Angebot wieder fallen.

### Karriere
| Raged But Right, 1956 |

Schließlich kam er 1933 doch noch zu einem Vertrag mit RCA. Das Schiff, auf dem Carter zu der Zeit arbeitete, machte einen Stopp in Montreal. Er spielte dort der kanadischen RCA-Leitung vor, die ihm dann einen Vertrag verschaffte. Seine erste Platte veröffentlichte er 1934 mit My Swiss Moonlight Lullaby auf der A-Seite und The Capture Of Albert Johnson auf der B-Seite. Die Single wurde in Kanada ein Hit, in den USA blieb die Platte jedoch weitgehend unbeachtet. 1935 begann er bei dem Radiosender CBS in New York als Montana Slim aufzutreten. Den Namen hatte sich eine Sekretärin ausgedacht, als es darum ging, das von Carter komponierte Lied A Cowboy’s High Toned Dance zu veröffentlichen.  Sofort erreichten seine Platten auch in den USA hohe Verkaufszahlen. Von diesem Zeitpunkt an wurden seine Platten in Kanada unter dem Namen Wilf Carter, in den USA unter dem Namen Montana Slim veröffentlicht. Es begann nun eine arbeitsintensive Zeit für Carter, während seiner langen Karriere schrieb er fast 500 Lieder, die die verschiedensten Bereiche der damaligen Musik abdeckten, sich jedoch hauptsächlich mit der damals sehr populären Cowboy-Thematik beschäftigten. Daneben trat er weiter regelmäßig im Radio und bei Konzerten auf.
1937 heiratete Carter die ehemalige Krankenschwester Bobbie Bryan, mit der er sich eine Ranch in Alberta kaufte. 1940 erlitt Carter einen schweren Autounfall, von dem er sich zwar vollkommen erholte, allerdings konnte er erst 1947 wieder Schallplatten-Aufnahmen machen und erst 1949 seine Tätigkeit beim Radio fortsetzen und auf Tournee gehen. Während dieser Erholungsphase konzentrierte er sich ganz auf seine Viehzucht und die Erziehung seiner beiden Töchter Sheila und Carol. Bereits 1947 waren Carter und seine Familie aufgrund des Pendelns zwischen Kanada und den USA nach New Jersey gezogen. Im selben Jahr absolvierte er seinen ersten und auch einzigen Auftritt in der Grand Ole Opry, der bekanntesten Radioshow Amerikas. Seine nachfolgende Tournee durch die USA war ein großer Erfolg und 1953 begann er mit seinen Töchtern die Wandershow The Family Show With The Folks You Know zu betreiben. 1952 hatte ihm RCA den Vertrag gekündigt und Carter wechselte zu den Decca Records, bei denen er bis 1957 Platten aufnahm. Seine Sessions wurden in Nashville, Tennessee abgehalten, als Hintergrundmusiker waren oft Stars wie Chet Atkins und Grady Martin anwesend.
Ende der 1950er Jahre nahm Carters Popularität in Amerika ab; in Kanada war er jedoch noch gleich bleibend erfolgreich. Bis in die 1980er Jahre veröffentlichte Carter Platten und tourte durch Kanada. 1971 war er in die Nashville Songwriters Hall of Fame aufgenommen worden. Nach dem Tod seiner Frau 1989 zog er sich allmählich aus der Öffentlichkeit zurück.
Wilf Carter alias Montana Slim verstarb am 5. Dezember 1996 im Alter von 91 Jahren, kurz nachdem seine Ärzte ihm Krebs diagnostiziert hatten. Er wurde wegen seiner Verdienste um die Country-Musik in Kanada sowohl in die Canadian Music Hall of Fame als auch in die Canadian Country Music Hall of Fame aufgenommen.

## Vermächtnis
Wilf Carter gilt neben Hank Snow als erfolgreichster kanadischer Country-Musiker, zudem wird er als „Vater“ der kanadischen Country-Musik angesehen, die vor ihm kaum aus dem Schatten ihrer südlichen Schwester hervorgetreten war. Den nachhaltigsten Eindruck hinterließ er jedoch im Bereich des Jodelns und der Western Music. Mit dem von ihm entwickelten echo-yodeling- bzw. three-in-one-yodeling unterschied er sich deutlich vom bislang im Vaudeville praktizierten Stil, aus dem schließlich das Blue Yodeling hervorgehen sollte. In gewisser Weise nahm er die später bei den Singenden Cowboys gebräuchlichen ausgefeilteren Joder vorweg. Aber auch das sog. voice-break singing, d. h. das Brechen der Stimme während des Singens von Textteilen, bleibt mit seinem Namen verbunden, bspw. mit dem Lied A little Log Shack I can alway call my Home. Seine Aufnahmen traditioneller und eigener Cowboy-Titel, die den Großteil seines Schaffens ausmachen, markieren den Übergang von den realistischen Balladen eines Carl T. Sprague zu den romantischen und verklärten Titeln, mit denen Künstler wie Gene Autry oder Roy Rogers Mitte der 1930er-Jahre Hollywood erobern sollten. Er wird daher trotz seiner Hobo- und Hillbilly-Nummern vielfach als einer der großen Pioniere des Western-Genres gewürdigt, „one of the all-time great western singers.“

## Bekannte Titel
| Katalognummer | Titel                                              | Plattenfirma  |
| ------------- | -------------------------------------------------- | ------------- |
| 20-2364       | Too Many Blues / Singing on Borrowed Time          | RCA Victor    |
| 20-3038       | The Midnight Train / The Tramp’s Mother            | RCA Victor    |
| 20-4846       | Man Hunt / Alabama Saturday Nite                   | RCA Victor    |
| 27786         | My Brown-Eyed Prairie Rose / I’m Hitting the Trail | RCA Victor    |
| 29585         | Dynamite Trail / The Strawberry Roan               | Decca Records |
| 30907         | My French Canadian Girl / My Prairie Rose          | Decca Records |

## Weitere Auszeichnungen
- Aufnahme in die Western Music Association Hall of Fame (1991)
- Aufnahme in die Nova Scotia Country Music Hall of Fame (1997)